# The 1st Japan Arena Tour
The 1st Japan Arena Tour foi a primeira turnê japonesa do girl group sul-coreano Girls' Generation. Teve o objetivo de promover seu álbum em japonês Girls' Generation.

## História
Foi anunciado em 7 de março de 2011 que Girls' Generation embarcariam para sua primeira turnê no Japão, iniciando em 18 de maio de 2011, com um total de 7 apresentações em Tóquio, Nagoia, Osaka e Fukuoka. A turnê foi adiada para começar em 31 de maio de 2011, por causa do sismo e tsunami de Tohoku de 2011. Devido à grande demanda de até 300.000 pessoas em busca de ingressos, outras apresentações foram adicionadas ao roteiro.
Os planos da turnê abrangeram as cidades de Osaka, Saitama, Tóquio, Hiroshima, Nagoia e Fukuoka com um total de quatorze apresentações.

## Cobertura da mídia
Diversos meios de comunicação japoneses, incluindo a Mezamashi TV, cobriram o início do concerto com relatórios detalhados. O programa Music Japan da NHK apresentou um especial sobre o Girls' Generation, detalhando sua ascensão meteórica na Coreia e a estreia subsequente no Japão, com uma sessão de entrevista intercalada com imagens da turnês em Osaka.

## Set list
Set Principal
1. "Genie (versão em japonês)"
2. "you-aholic"
3. "Mr. Taxi"
4. "I'm In Love With The Hero"
5. "Let It Rain"
6. "Snowy Wish"
7. "Etude"
8. "Kissing You"
9. "Oh! (versão house)"
10. "Almost" (solo de Jessica)
11. "Lady Marmalade" (dueto de Taeyeon & Tiffany)
12. "3" (solo de Sunny)
13. "Don't Stop the Music" (solo de Hyoyeon)
14. "The Great Escape"
15. "Bad Girl"
16. "Run Devil Run (versão em japonês)"
17. "Beautiful Stranger"
18. "Hoot (versão em japonês)"
19. "If" (solo de Yuri)
20. "4 Minutes (solo de Yoona)
21. "Stuff Like That There" (solo de Seohyun)
22. "Sway" (solo de Sooyoung)
23. "Danny Boy
24. "Complete"

Bis #1
1. "My Child"
2. "Cold Noodles"
3. "HaHaHa"
4. "Gee (versão em japonês)"
5. "Born To Be A Lady"

Bis #2
1. "Into the New World"
2. "Way To Go"
3. "Fantastic"

[Fim]

## Datas
| Data(s)             | Cidade    | Local                     |
| ------------------- | --------- | ------------------------- |
| 31 de maio de 2011  | Osaka     | Osaka-jō Hall             |
| 1 de junho de 2011  | Osaka     | Osaka-jō Hall             |
| 4 de junho de 2011  | Saitama   | Saitama Super Arena       |
| 5 de junho de 2011  | Saitama   | Saitama Super Arena       |
| 17 de junho de 2011 | Tóquio    | Yoyogi National Gymnasium |
| 18 de junho de 2011 | Tóquio    | Yoyogi National Gymnasium |
| 28 de junho de 2011 | Tóquio    | Yoyogi National Gymnasium |
| 29 de junho de 2011 | Tóquio    | Yoyogi National Gymnasium |
| 2 de julho de 2011  | Hiroshima | Hiroshima Green Arena     |
| 3 de julho de 2011  | Hiroshima | Hiroshima Green Arena     |
| 6 de julho de 2011  | Nagoia    | Nippon Gaishi Hall        |
| 7 de julho de 2011  | Nagoia    | Nippon Gaishi Hall        |
| 17 de julho de 2011 | Fukuoka   | Fukuoka Convention Center |
| 18 de julho de 2011 | Fukuoka   | Fukuoka Convention Center |